# LKN
LKN   (Pamplona, valor desconegut) és el pseudònim d'un artista urbà navarrès. També rep el sobrenom de Banksy foral perquè, com el famós grafiter, es manté en l'anonimat. A part del lloc de naixença, no es coneixen gaires detalls de la seva vida. Ha informat que és soci de l'equip esportiu Osasuna. Dissenyador gràfic de professió, és reconegut a Pamplona per representar el seu art al carrer.

## Trajectòria
En els seus inicis com a artista urbà el febrer de 2019, la temàtica principal de la seva producció girava entorn del futbol en l'àmbit local. A més del futbol, fa referència usualment a la política local de Navarra en la seva obra.
Va fer la primera exposició el 31 de març de 2021 al Palau del Condestable de Pamplona. S'hi van presentar 22 rèpliques de treballs originals de l'artista i un vídeo que mostrava diversos reportatges de la seva figura.

## Tècnica
La tècnica d'elaboració artística de LKN comença a l'ordinador, en què dissenya el que després plasmarà en l'espai urbà. Llavors ho imprimeix en folis de mida A3 i els uneix a tall de trencaclosques. Quan té la forma final de les peces artístiques, empra un corró i cola transparent per a adherir-los a superfícies com ara parets, tanques publicitàries, portes, etc. La fragilitat dels materials que fa servir els torna fàcilment eliminables i poc duradors.
El seu modus operandi mai canvia: actua com a artista de carrer clandestinament i de nit.

## Obra destacada
La seva obra se centra a representar jugadors del Club Atlético Osasuna, d'entre les quals hi ha aquella amb què LKN va debutar, que mostra un Roberto Torres Morales santificat. Després va fer La creación de Jagoba, en què imita La creació d'Adam amb l'entrenador del club Jagoba Arrasate Elustondo i el davanter Ezequiel Ávila com a subjectes.
El grafit polític més destacat de l'autor és El beso, que s'inspira en el mural Mein Gott hilf mir, diese tödliche Liebe zu überleben de Dmitri Vrubel, en el qual es representa satíricament el petó entre els polítics soviètics Erich Honecker i Leonid Bréjnev. LKN versiona l'escena davant del Parlament de Navarra amb la presidenta del Govern de Navarra María Chivite i la parlamentària del partit Euskal Herria Bildu Bakartxo Ruiz com a protagonistes. Com que dos policies forals van destruir l'obra, l'artista va repetir-la substituint les polítiques per un parell de policies forals.
En general, l'art de LKN pretén ser transgressor i polèmic mitjançant la representació de temes entorn de l'actualitat futbolística i política navarresa.